# Єзера (герб)
Єзера (інша назва: Озеро; пол.Jezierza) – шляхетський герб французького походження.

## Опис герба
У червоному полі на золотому лицарському хресті чорний крук із золотим перснем у дзьобі. Клейнод: три пера страуса.

## Історія
Легенди: Як повідомляє Herbarz Polski Каспера Несецького: Цей герб був з собою в Польщу принести Віллібалдузом Французом, першим архієпископом Гнезнинським, що зійшов на цю кафедру 966 року.

## Гербовий рід
Гербом користувалося 25 родин гербового роду: Bogusławski, Ćwikłowski, Drozdowski, Drzymalski, Galczewski, Gałczewski, Gronostajski, Gutowski, Jezierza, Jerzyński,
Łojewski, Niemierza, Niemierzycki, Niemira, Niewmierzycki, Sczyciński,
Szczycieński, Szczyciński, Sztejner, Szteyner, Szymanowski,
Tołpych, Tołpyżyński, Trasiński, Żelazo.